# Gymnosporia parviflora
Gymnosporia parviflora är en benvedsväxtart. Gymnosporia parviflora ingår i släktet Gymnosporia och familjen Celastraceae.

## Underarter
Arten delas in i följande underarter:
- G. p. eritreana
- G. p. parviflora